# Gora Topolceane
Gora Topolceane este o arie protejată (arie specială de conservare — SAC, sit de importanță comunitară — SCI) din Bulgaria întinsă pe o suprafață de 66,99 ha, integral pe uscat.

## Localizare
Centrul sitului Gora Topolceane este situat la coordonatele 42°38′43″N 26°26′56″E / 42.6453°N 26.4489°E.

## Înființare
Situl Gora Topolceane a fost declarat sit de importanță comunitară în martie 2007 pentru a proteja 6 specii de animale. Situl a fost protejat și ca arie specială de conservare în mai 2020.

## Biodiversitate
Situată în ecoregiunea continentală, aria protejată conține 1 habitat natural: Păduri mixte riverane de Quercus robur, Ulmus laevis și Ulmus minor, Fraxinus excelsior sau Fraxinus angustifolia, de-a lungul marilor râuri (Ulmenion minoris).
La baza desemnării sitului se află mai multe specii protejate:
- amfibieni (1): buhai de baltă cu burta roșie (Bombina bombina)
- nevertebrate (2): rădașcă (Lucanus cervus), croitorul cenușiu al stejarului (Morimus funereus)
- reptile (3): Elaphe sauromates, țestoasa de baltă (Emys orbicularis), țestoasă bănățeană (Testudo hermanni)

Pe lângă speciile protejate, pe teritoriul sitului au mai fost identificate 3 specii de amfibieni, 3 specii de reptile.